# Équipe de Tunisie de volley-ball en 2016
L'équipe de Tunisie de volley-ball échoue au tournoi qualificatif pour les Jeux olympiques de 2016 après avoir perdu une finale très disputée face à l'Égypte.

## Matchs des seniors
| Date            | Lieu                                  | Adversaire          | Score                               | Durée  | Compétition | Meilleur marqueur                          | Référence |
| 7 janvier 2016  | Salle Henri Elende Brazzaville        | République du Congo | 3-0 (25-22 25-17 25-21)             | 1 h 25 | TQJO        |                                            |           |
| 9 janvier 2016  | Salle Henri Elende Brazzaville        | Égypte              | 0-3 (22-25 20-25 20-25)             | 2 h 24 | TQJO        |                                            |           |
| 11 janvier 2016 | Salle Henri Elende Brazzaville        | Algérie             | 3-2 (24-26 25-22 15-25 28-26 15-13) | 2 h 13 | TQJO        |                                            |           |
| 12 janvier 2016 | Salle Henri Elende Brazzaville        | Égypte              | 2-3 (19-25 25-20 18-25 25-19 14-16) | 2 h 26 | TQJO        | Hichem Kaâbi (21)                          |           |
| 26 mai 2016     | Hristo Botev Sport Hall Sofia         | Bulgarie B          | 2-3 (25-23 25-19 21-25 25-27 14-16) | -      | A           | Hichem Kaâbi, Chokri Jouini (12)           |           |
| 26 mai 2016     | Hristo Botev Sport Hall Sofia         | Bulgarie B          | 3-1 (22-25 25-22 25-21 25-19)       | -      | A           | -                                          |           |
| 26 mai 2016     | Hristo Botev Sport Hall Sofia         | Bulgarie B          | 3-0 (25-20 25-21 25-18)             | -      | A           | -                                          |           |
| 3 juin 2016     | Palais des sports Juan Escutia Mexico | Chili               | 0-3 (21-25 21-25 21-25)             | 1 h 16 | TMQJO       | Mohamed Ali Ben Othmen (14)                |           |
| 4 juin 2016     | Palais des sports Juan Escutia Mexico | Algérie             | 3-1 (25-14 22-25 26-24 25-21)       | 1 h 35 | TMQJO       | Mohamed Ali Ben Othmen (15)                |           |
| 5 juin 2016     | Palais des sports Juan Escutia Mexico | Mexique             | 3-2 (23-25 25-23 25-23 19-25 20-18) | 2 h 11 | TMQJO       | Hichem Kaâbi (29)                          |           |
| 17 juin 2016    | Arena Stožice Ljubljana               | Venezuela           | 0-3 (22-25 26-28 20-25)             | 1 h 18 | LM          | Mohamed Ali Ben Othmen (10)                |           |
| 18 juin 2016    | Arena Stožice Ljubljana               | Slovénie            | 0-3 (17-25 20-25 22-25)             | 1 h 15 | LM          | Mohamed Ali Ben Othmen, Ismaïl Moalla (11) |           |
| 19 juin 2016    | Arena Stožice Ljubljana               | Qatar               | 1-3 (22-25 20-25 25-23 20-25)       | 1 h 44 | LM          | Hichem Kaâbi (18)                          |           |
| 24 juin 2016    | Palais des sports d'El Menzah Tunis   | Mexique             | 3-1 (22-25 25-22 25-17 25-18)       | 1 h 41 | LM          | Hichem Kaâbi (21)                          |           |
| 25 juin 2016    | Palais des sports d'El Menzah Tunis   | Monténégro          | 3-2 (22-25 25-27 31-29 26-24 19-17) | 2 h 32 | LM          | Hichem Kaâbi (26)                          |           |
| 26 juin 2016    | Palais des sports d'El Menzah Tunis   | Venezuela           | 3-1 (28-26 25-27 25-23 25-18)       | 1 h 57 | LM          | Hichem Kaâbi (25)                          |           |

A : match amical.
TQJO : match du tournoi de qualification aux Jeux olympiques 2016 ;
TMQJO : match du tournoi mondial de qualification aux Jeux olympiques 2016 ;
LM : match de la Ligue mondiale 2016.